# Джон Грісдейл
Джон Рассел Грісдейл (англ. John Russell Grisdale, нар. 23 серпня 1948, Грінстон, Онтаріо) — канадський хокеїст, що грав на позиції захисника.

## Ігрова кар'єра
Професійну хокейну кар'єру розпочав 1966 року.
Протягом професійної клубної ігрової кар'єри, що тривала 14 років, захищав кольори команд «Торонто Мейпл-Ліфс» та «Ванкувер Канакс».
Загалом провів 260 матчів у НХЛ, включаючи 10 ігор плей-оф Кубка Стенлі.